# Jochen Trebesch
Jochen Trebesch (* 28. April 1944 in Flensburg) ist ein ehemaliger deutscher Botschafter.

## Leben
1964 machte Jochen Trebesch sein Abitur an der deutschen Schule in Rom, wo sein Vater, Herbert Trebesch von 1960 bis 1963 Militärattaché war. Von 1964 bis 1968 studierte Trebesch Rechtswissenschaft und Geschichte an den Universitäten Berlin und Bonn. Trebesch stellte Studien in Grenoble und Cambridge an. 1969 absolvierte Trebesch sein erstes juristisches Staatsexamen. Von 1969 bis 1970 bildete sich Trebesch an der Georgetown University in Washington, D.C. fort. 1972 wurde Jochen Trebesch zum Doktor der Rechtswissenschaften promoviert.
Von 1972 bis 1974 war Jochen Trebesch Attaché im Auswärtigen Amt, bei der EU-Kommission in Brüssel und der Demag. Von 1974 bis 1975 wurde er im Auswärtigen Amt beschäftigt und von 1975 bis 1978 war er Konsul in Houston. Von 1978 bis 1981 war Trebesch bei der Ständigen Vertretung der Bundesrepublik Deutschland bei der Europäischen Gemeinschaft in Brüssel akkreditiert. Von 1981 bis 1982 war er Referent in der Planungsgruppe der CDU/CSU-Bundestagsfraktion.
Von 1982 bis Januar 1984 leitete Trebesch das Büro von Manfred Wörner. Von 1984 bis 1986 war Trebesch am NATO Defence College in Rom als Berater der Fakultät tätig.
Von 1987 bis 1991 war Trebesch Stellvertreter von Klaus Terfloth als Botschafter in Helsinki. Von 1991 bis 1995 leitete Trebesch die Abteilung Wirtschaft an der deutschen Botschaft in Rom. Von 1995 bis 2002 wurde Trebesch in der Rechtsabteilung des auswärtigen Amtes beschäftigt. Von 2002 bis 2005 war er Botschafter in Zypern und von 2005 bis 2009 Botschafter in der Slowakei. Am 1. Juli 2009 wurde Trebesch in den Ruhestand versetzt.
Jochen Trebesch ist Mitglied im PEN-Zentrum Deutschland. Zu seinem literarischen Werk gehört die Essay-Reihe Diener zweier Herren über Diplomaten-Schriftsteller des 20. Jahrhunderts wie Giorgos Seferis, Ivo Andrić, Paul Claudel, Saint-John Perse, Pablo Neruda, Harold Nicolson, João Guimarães Rosa und Octavio Paz.
2012 veröffentlichte er die erste deutschsprachige Biografie über Giuseppe Tomasi, Fürst von Lampedusa, den Verfasser des Gattopardo.

## Veröffentlichungen
- Diener zweier Herren: Ivo Andric. Nora Verlagsgemeinschaft, Berlin 2004[2]
- Diener zweier Herren: Giorgos Seferis. Nora, Berlin 2005[2]
- Diener zweier Herren: Paul Claudel. Nora, Berlin 2005[2]
- Diener zweier Herren: Pablo Neruda. Nora, Berlin 2005[2]
- Diener zweier Herren: Harold Nicolson. Nora, Berlin 2006[2]
- Diener zweier Herren: Jean Giraudoux. Nora, Berlin 2007[2]
- Diener zweier Herren: Alexis Saint-John Perse. Nora, Berlin 2008[2]
- Diener zweier Herren: Octavio Paz. Nora, Berlin 2010[2]
- Diener zweier Herren: João Guimarães Rosa. Nora, Berlin 2010[2]
- Giuseppe Tomasi di Lampedusa – Leben und Werk des letzten Gattopardo. Nora, Berlin 2012[2]
- Essays zur Literatur – Anna Andrejewna Achmatova und Amedeo Modigliani, Anna Andrejewna Achmatova und Sir Isaiah Berlin, Chaim Grade, Czeslaw Milosz und Milan Rúfus. Nora, Berlin 2013[2]
- Essays zur Literatur II – Clarice Lispector, Victoria Ocampo und Gabriela Mistral. Nora, Berlin 2014[3]
- Essays zur Literatur III – Ingeborg Bachmann, Sadeq Hedayat, Arno Schmidt und Dr. Wilhelm Michels. Nora, Berlin 2015[3]
- Das Sizilien des Giuseppe Tomasi di Lampedusa, Edition A. B. Fischer, Berlin 2018[4]